# La Cesira
La Cesira es una localidad situada en el departamento Presidente Roque Sáenz Peña, provincia de Córdoba, Argentina.
Se encuentra situada sobre la ruta provincial 3. Dista de la Ciudad de Córdoba en 370 km aproximadamente.
La localidad debe su nombre al ingeniero Juan (Giovanni) Pelleschi, constructor y propietario de la línea del ferrocarril Villa María a Rufino y Bahía Blanca, que le puso el nombre a la localidad en honor a una de sus hijas.
Existen dos fechas fundacionales en la localidad; la primera, es la del año 1934, en la que se produce el primer loteo en la zona, pero los habitantes del lugar manifestaron que casi no hubo interesados, por lo que se realizó en 1935 un nuevo remate siendo esta la segunda fecha fundacional.
La principal actividad económica de la localidad es la agricultura seguida por la ganadería, siendo el principal cultivo la soja. La producción lechera también tiene gran relevancia en la economía local.

## Población
Cuenta con 1324 habitantes (Indec, 2022), lo que representa un incremento del 0,5% frente a los 1318 habitantes (Indec, 2010) del censo anterior.
| Gráfica de evolución demográfica de La Cesira entre 1991 y 2022 |
|                                                                 |
| Fuente: Censos nacionales del INDEC                             |

## Educación
Existen en la localidad dos escuelas: la primera se llama Escuela Gral. Victoriano Rodríguez (Educación Primaria) y la segunda se llama IPEM 102 Juan A. Vezie (Educación Secundaria). En 1952, se crea un anexo a la escuela primaria Gral. Victoriano Rodríguez, dando lugar al nivel inicial, denominado en la actualidad, jardín de infantes Alfredo Miguel Chopitea.

## Parroquias de la Iglesia católica en La Cesira
| Diócesis  | Villa de la Concepción del Río Cuarto |
| --------- | ------------------------------------- |
| Parroquia | Santa Isabel de Hungría               |

## Deportes
Club Atlético Sportivo La Cesira: Fundado el 7 de julio de 1937. Sus colores característicos son el rojo y blanco, su deporte motor ha sido desde sus inicios el fútbol, compitiendo activamente en la Liga Regional de Fútbol de Canals. Sin embargo, con el pasar del tiempo se han ido incorporando otras disciplinas, como bochas, patín, danza artística y hockey.
Logros: Campeonato "B" de la  Liga Regional de Fútbol de Canals 1963. 
Torneo Apertura de la  Liga Regional de Fútbol de Canals 2017. 
Torneo Clausura de la  Liga Regional de Fútbol de Canals 2018.